# Jeanne Weber

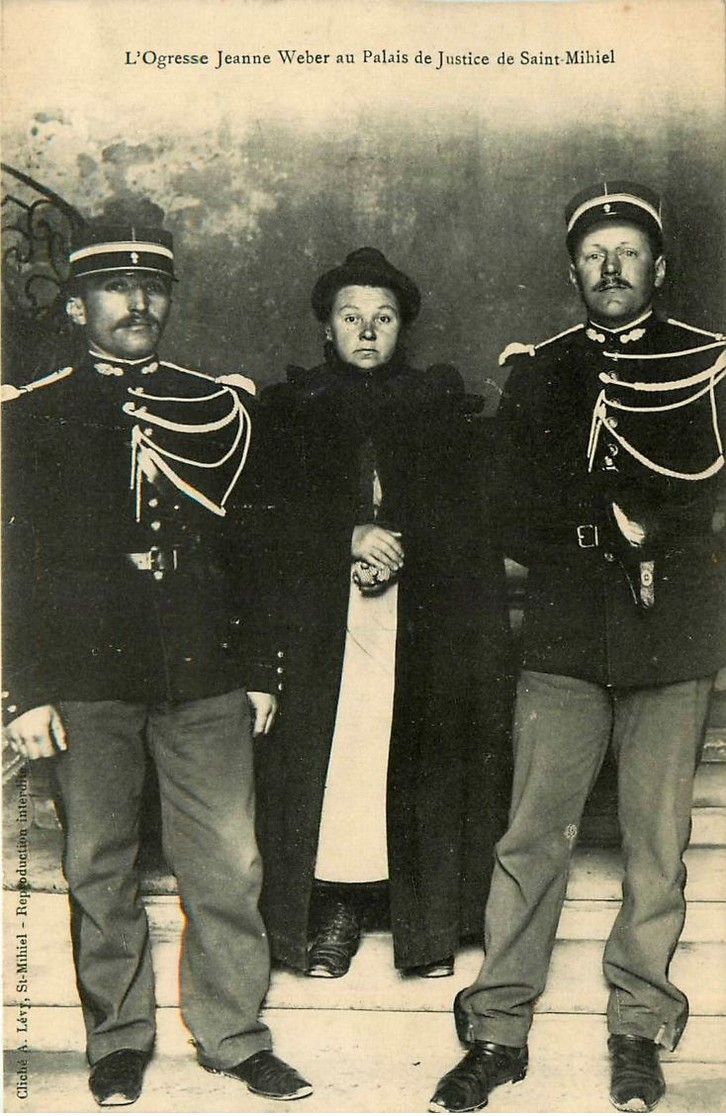
Jeanne Weber im Jahr 1908, flankiert von zwei Polizisten im Gerichtsgebäude von Saint-Mihiel.

Jeanne Weber (geb. Moulinet; * 7. Oktober 1874 oder 1875 in Kérity, Frankreich; † 1910 in  Maréville, Frankreich), bekannt als die Menschenfresserin aus der Goutte d’Or (L'Ogresse de la Goutte d’Or), war eine französische Serienmörderin. Weber tötete zehn Kinder, darunter auch ihre eigenen. Nachdem Weber einmal vor Gericht stand, einmal monatelang gegen sie ermittelt wurde und es beide Male nicht zu einer Verurteilung kam, wurde sie nach dem zehnten Mord für unheilbar geisteskrank erklärt und in eine psychiatrische Anstalt eingewiesen. Die Motive für die Taten blieben ungeklärt, Weber äußerte sich nicht dazu. Der Fall Weber ging durch die internationale Presse und  brachte der damals als nahezu unfehlbar gefeierten Gerichtsmedizin einen großen Ansehensverlust.

## Leben

### Die Morde in der Goutte d’Or
Jeanne Moulinet stammte aus dem Fischerdorf Kérity in der Bretagne und kam im Alter von 14 Jahren nach Paris. 1893 heiratete sie Jean Weber und lebte seitdem in der Passage de la Goutte d’Or im 18. Arrondissement. Das Ehepaar Weber hatte insgesamt drei Kinder. Zwei Mädchen starben bereits früh, der Sohn Marcel war 1905 sieben Jahre alt. Jean Weber war, ebenso wie seine Frau Jeanne, schwer alkoholabhängig. In der Nachbarschaft lebten die Brüder ihres Mannes (Pierre, Léon, Charles und Marcel) mit ihren Familien.
Am Vormittag des 2. März 1905 starb die 18 Monate alte Georgette Weber, die jüngere Tochter ihres Schwagers Pierre, während Jeanne Weber auf Georgette und ihre ältere Schwester Suzanne aufpasste. Die Mutter der Kinder war in ein öffentliches Waschhaus gegangen. Dort suchte sie eine Nachbarin auf und berichtete, Georgette müsse plötzlich krank geworden sein, sie habe das Kind röcheln und schreien gehört. Georgettes Mutter lief unverzüglich nach Hause und fand dort Georgette auf dem Schoß Jeanne Webers vor, die dem Kind scheinbar die Brust massierte. Das Mädchen war blau angelaufen und hatte Schaum vor dem Mund. Die Mutter nahm das Mädchen auf den Arm und klopfte ihm den Rücken. Kurze Zeit später hatte sich das Kind wieder erholt und atmete normal. Die Mutter kehrte daraufhin in das Waschhaus zurück. Eine Stunde später war Georgette tot.
Neun Tage später, am 11. März 1905, bat Madame Pierre Weber die Frau ihres Schwagers erneut, auf ihre ältere Tochter Suzanne aufzupassen. Die Eltern kehrten am späten Abend von der Arbeit heim und fanden die knapp dreijährige Suzanne tot auf. Auch sie war blau angelaufen und hatte Schaum vor dem Mund. Der Armenarzt des Viertels konnte keinerlei Anzeichen für einen unnatürlichen Tod feststellen und notierte bei beiden Kindern als Todesursache „Krämpfe“.
Zwei Wochen nach Suzannes Tod, am 25. März, hütete Weber die sieben Monate alte Germaine, das jüngste Kind von Léon Weber und dessen Frau. Am Vormittag erlitt Germaine einen Erstickungsanfall. Die Großmutter des Kindes, die im selben Haus wohnte, hörte den Säugling schreien und fand das Mädchen mit geschwollenem Gesicht, herausgequollenen Augen und roten Flecken auf dem Hals auf dem Schoß Jeanne Webers vor. Während der folgenden Nacht erholte sich Germaine vollständig. Am nächsten Tag wurde das Kind Jeanne Weber erneut anvertraut und starb im Laufe des Nachmittags. Durch das laut schreiende Baby alarmierte Nachbarn fanden Germaine in ihrem Kinderwagen vor, Webers Hände fest unter das Hemd des Säuglings gepresst. Alle Rettungsversuche blieben erfolglos, der informierte Arzt konnte nur noch den Tod feststellen. Bereits am nächsten Tag wurde Germaine beerdigt. Kurze Zeit darauf (Thorwald schreibt, in der Nacht nach Germaines Beerdigung, anderen Quellen zufolge vier Tage später) starb Webers eigener Sohn, der siebenjährige Marcel, auf die gleiche Weise wie die anderen Kinder. Bei Germaine und Marcel diagnostizierte der Arzt als Todesursache Diphtherie.
Am 5. April ging die Frau von Charles Weber nur kurz zum Einkaufen und ließ ihren wenige Monate alten Sohn Maurice mit Jeanne Weber zurück. Bei ihrer Rückkehr fand sie den Säugling blau angelaufen mit Schaum vor dem Mund auf dem Bett liegen, die Hände Jeanne Webers fest unter das Hemdchen des Kindes gepresst. Madame Charles Weber rannte mit dem Kind zum Hospital Brétonneau, wo Maurice von Saillant untersucht wurde, der sofort den Verdacht äußerte, das Kind sei gewürgt worden. Saillant unterhielt sich mit der Mutter und erfuhr so, dass in der Familie Weber innerhalb des letzten Monats vier Kinder gestorben waren, alle mit den gleichen Erstickungssymptomen und alle im Beisein von Jeanne Weber. Saillant untersuchte Maurice am 6. April nochmals, die violette Färbung des Gesichts war verschwunden, dafür traten die Würgemale am Hals umso deutlicher hervor. Nachdem der leitende Arzt der Abteilung, Sevestre, Maurice nochmals untersucht hatte und zu den gleichen Schlüssen gekommen war, informierte Saillant die Polizei.

### Die Ermittlungen und der Gerichtsprozess
Ein Inspektor nahm  sich des Falles an und brachte schnell in Erfahrung, dass bereits 1902 zwei von Jeanne Weber gehütete Kinder, Lucie Alexandre und Marcel Poyatos, in den Armen der Babysitterin verstorben waren. Bei beiden Kindern befanden sich nur äußerst vage Angaben zur Todesursache auf den ausgestellten Totenscheinen.
Der Untersuchungsrichter Leydet beauftragte am 9. April Léon Henri Thoinot mit der Untersuchung Maurice Webers, zwei Tage später ordnete er die Exhumierung und die Obduktion der verstorbenen Weber-Kinder an. Thoinot war ein enger Mitarbeiter des gefeierten Rechtsmediziners und Hochschullehrers Paul Brouardel und sollte die Nachfolge Brouardels antreten. Der damals 47-jährige Thoinot sollte am 10. April Maurice Weber untersuchen, konnte aber keine Würgemale mehr finden. Diese seien am Tag zuvor verschwunden, berichtete Madame Charles Weber. Thoinot überflog daraufhin die Berichte von Saillant und Sevestre, während sein Assistent das Kind untersuchte. In seinem Gutachten schrieb Thoinot, er könne keinerlei Gewaltanwendung feststellen, das Kind könne ebenso einen Stimmritzenkrampf gehabt haben.
Am 14. April wurden Georgette, Suzanne, Germaine und Marcel exhumiert. Georgettes Leiche war gut erhalten, Thoinot konnte keine Spuren pathologischer Veränderungen am Hals feststellen. Es gab keine Quetschung, die Halsschlagadern waren unversehrt, ebenso das Zungenbein. Auch am Leichnam von Suzanne Weber fanden sich keine Anzeichen, die für eine Strangulation gesprochen hätten. Ebenso wies Germaines Körper keine verdächtigen Zeichen auf, Thoinot fand nur eine „unbedeutende Blutstauung in der Lunge“.
Im Juli bat der Untersuchungsrichter Leydet Thoinot erneut um ein Gutachten, diesmal die Zeugenaussagen betreffend. Thoinot bezeichnete in diesem Gutachten die Beobachtungen über Würgemale, verfärbte Gesichter und herausgequollene Augen als „unwissenschaftlich“. Daraufhin übergab Leydet die Akten der Staatsanwaltschaft. Am 29. Januar 1906 begann vor den Seine-Assisen der Prozess gegen Jeanne Weber. Sie wurde angeklagt, ihre drei Kinder, außerdem Georgette, Suzanne und Germaine Weber, sowie Lucie Alexandre und Marcel Poyatos ermordet zu haben (die verwendeten Quellen sagen über Geburts- und Todesjahr, sowie die Todesumstände und die Namen der beiden Töchter Jeanne Webers nichts aus. Offenbar gab es aber genügend Hinweise darauf, dass Weber auch ihre beiden Töchter ermordet hatte. Sie werden offiziell in die Zahl ihrer Opfer mit eingerechnet. Ebenso ist nichts Näheres über die Todesumstände, das Alter und die Herkunft von Lucie Alexandre und Marcel Poyatos bekannt).
Vor dem Gerichtsgebäude hatte sich eine Menschenmenge versammelt, die Rache an der Ogresse de la Goutte d’Or forderte. Der Rechtsanwalt Henri Robert, der durch die Affaire Gouffé über Frankreich hinaus berühmt war, hatte sich als Verteidiger Webers angeboten. Der redegewandte Robert schüchterte die ihm größtenteils intellektuell weit unterlegenen Zeugen der Anklage ein und verwickelte sie in Widersprüche, so dass sich der Staatsanwalt Seeligman nach der Zeugenaussage Thoinots dazu gezwungen sah, Freispruch zu beantragen. Am 30. Januar wurde Weber freigesprochen und von der Menschenmenge, die am Tag zuvor noch Rache gefordert hatte, als unschuldig Verfolgte gefeiert.

### Der Mord in Villedieu-sur-Indre
Jeanne Weber verließ ihren Mann Jean und die Goutte d’Or im Juni 1906, da ihr trotz des Freispruches niemand mehr vertraute. Sie schlug sich als Landstreicherin bis nach Chambon bei Villedieu-sur-Indre, einer Gemeinde im Département Indre durch, wo sie – unter dem Namen Jeanne Moulinet – im Haushalt des verwitweten Sylvain Bavouzet Aufnahme fand. Bavouzet hatte drei Kinder, Germaine, Louise und den neunjährigen Auguste. Am Abend des 16. April 1907 suchte Louise Bavouzet den Arzt des Dorfes, Papazoglou, auf. Sie bat den Arzt, nach ihrem Bruder Auguste zu sehen, der sehr krank sei. Papazoglou erkundigte sich nach den Symptomen und erfuhr, dass der Junge am frühen Abend bei einer Hochzeitseinladung sehr viel gegessen hatte und schon ein paar Tage kränkelte. Der Arzt gab Louise Bavouzet eine Magenmedizin und schickte das Kind nach Hause.
Am frühen Morgen des nächsten Tages bat Sylvain Bavouzet den Arzt persönlich um einen Hausbesuch, da es dem Kind sehr schlecht gehe. Papazoglou begleitete den Vater zurück auf den kleinen Bauernhof und konnte dort nur noch den Tod des Jungen feststellen. Am Bett des Jungen fand er Weber vor, die das Kind bereits gewaschen und frisch angekleidet hatte. Auguste trug ein Hemd, dessen Kragen sich sehr eng um den Hals schloss. Papazoglou bestand jedoch darauf, das Kind gründlich zu untersuchen und zog das Hemd aus. Unter dem Kragen entdeckte er eine rötliche Verfärbung der Haut, die sich um den ganzen Hals zog. Das kam dem Arzt so merkwürdig vor, dass er sich weigerte, einen Totenschein auszustellen und die Polizei informierte.

### Erneute Ermittlungen und zweite Verhaftung

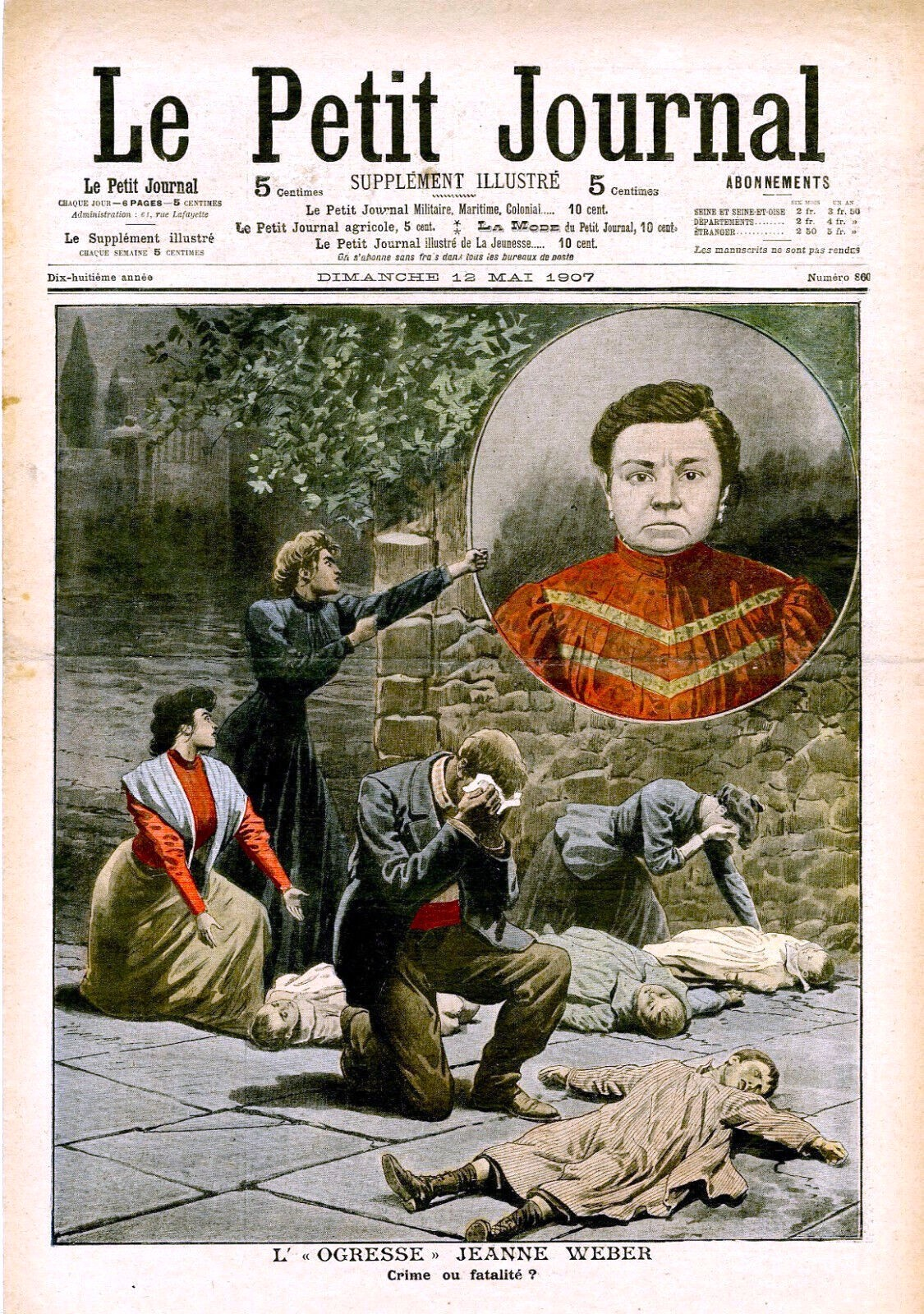
Titelblatt des Le Petit Journal vom 12. Mai 1907, nach der neuerlichen Verhaftung Jeanne Webers.

Der zuständige Untersuchungsrichter Belleau beauftragte Charles Audiat eine Obduktion vorzunehmen. Auch Audiat bemerkte die Strangulationslinie, war sich aber ob des fest geschlossenen Hemdkragens unsicher, ob diese Veränderung nicht post mortem durch den Kragen entstanden sein könnte. Audiat erfuhr, dass Auguste in den Tagen vor seinem Tod über Kopfschmerzen geklagt hatte und attestierte einen natürlichen Tod, verursacht durch eine Reizung der Hirnhaut. Am 19. April wurde Auguste beerdigt. Wenige Tage später fand seine ältere Schwester Germaine, die Moulinet zutiefst misstraute, im Gepäck der Haushälterin ein Bündel Zeitungsausschnitte über die Serienmörderin Jeanne Weber. Einer der Artikel war mit Webers Bild illustriert.
Germaine begriff nun, dass Moulinet und Weber dieselbe Person waren, und machte sich sofort auf den Weg zur Gendarmerie. Dort legte sie die Zeitungsartikel einem Inspektor vor und erklärte, Moulinet sei identisch mit Weber und habe Auguste erwürgt. Am 23. April griff der Untersuchungsrichter Belleau den Fall wieder auf und beauftragte Audiat damit, seine Erkenntnisse aus der Autopsie nochmals zu überprüfen. Außerdem forderte er den Pathologen Frédéric Bruneau auf, den Leichnam nochmals zu untersuchen. Bereits am nächsten Tag lieferte der Pathologe seinen Bericht ab, dem Audiat jetzt in jedem Punkt zustimmte. Auguste sei zweifelsfrei erwürgt worden. Nicht nur die deutlich sichtbare Strangulationsfurche spreche dafür, auch gebe es Einblutungen am Kehlkopf und in der Halsmuskulatur, sowie kleine Verletzungen in der Haut, die von Fingernägeln herrühren könnten. Bruneau fand keinerlei Anzeichen für einen natürlichen Tod. Auguste Bavouzet habe zwar eine schwache tuberkulöse Hirnhautreizung gehabt, diese habe aber keinesfalls zum Tod des Jungen führen können. Wahrscheinlich sei das Kind mit einem Taschentuch stranguliert worden.
Jeanne Weber wurde daraufhin am 4. Mai 1907 verhaftet. Die Zeitungen berichteten weltweit über ihre neuerliche Verhaftung. Henri Robert bot sich bereits wenige Tage später an, Weber erneut zu verteidigen und forderte den Untersuchungsrichter auf, die Leiche von der Koryphäe der Gerichtsmedizin, Thoinot, untersuchen zu lassen. Belleau wehrte sich dagegen, musste dem Druck der Presse und der Öffentlichkeit aber bald nachgeben und willigte in die dritte Obduktion ein. Thoinot wiederum stand vor der Wahl, einen eigenen Fehler einzugestehen und damit vielleicht seinen Ruf zu verlieren oder Audiat und Bruneau durch das Gewicht seiner Aussage der Lächerlichkeit preiszugeben.
Thoinot befasste sich zunächst nur mit den schriftlichen Berichten und sandte am 1. Juli der Anklagekammer von Bourges einen Brief, in dem er die Gutachten als „dilettantisch“ bezeichnete. Er sei so nicht in der Lage, ein Urteil über den Fall abzugeben. Daraufhin wurde am 27. Juli 1907, drei Monate nach Augustes Tod, der Leichnam nochmals exhumiert und von Thoinot untersucht. Am 5. August überreichte Thoinot sein Gutachten dem Gericht. Der Körper war bereits so stark verwest, dass ein Nachweis einer Strangulation nicht mehr möglich sei, schrieb Thoinot. Allerdings seien die Einschnitte, die Audiat und Bruneau vorgenommen hatten, völlig dilettantisch und zeigten, dass beide Ärzte keine Ahnung von Rechtsmedizin hätten. Der Darm des Kindes sei nicht geöffnet worden, deswegen hätten beide Ärzte die Peyerschen Flecken übersehen, die auf Typhus hindeuten. An diesem sei der Junge letztendlich gestorben. Von einem gewaltsamen Tod könne überhaupt keine Rede sein, schloss er.
Nach einem mehrmonatigen, wissenschaftlichen Streit zwischen Thoinot, Audiat, Bruneau und drei weiteren, zwischenzeitlich hinzugezogenen Pathologen (die allerdings auf eine vierte Obduktion verzichteten und sich nur auf die schriftlichen Gutachten stützten), ließ Belleau im Dezember 1907 die Anklage fallen.

### Der Mord in Commercy

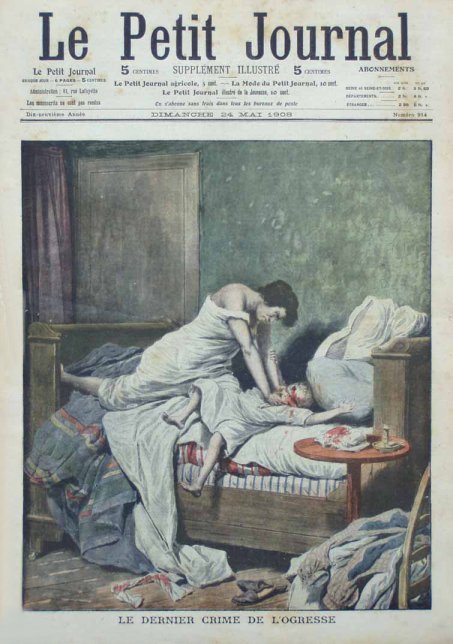
Darstellung Webers auf dem Titelblatt des Petit Journal vom 24. Mai 1908

Jeanne Weber verließ nach ihrer Haftentlassung Chambon und traf in der Folge George Bonjeau, den Präsidenten der Gesellschaft zum Schutze der Kinder. Dieser glaubte an Webers Unschuld und stellte sie als Pflegerin in seinem Kinderheim in Orgeville ein. Bereits nach wenigen Tagen entließ er sie wieder, nachdem sie ein Kind fast erwürgt hatte. Aus Angst, sich lächerlich zu machen, verständigte er die Behörden jedoch nicht. Weber zog weiter und wurde im März 1908 wegen Landstreicherei verhaftet. Sie behauptete, die Kindermörderin Jeanne Weber zu sein, widerrief dieses Geständnis allerdings auf dem Revier.
Der Polizeipräfekt ließ die Verhaftete von einem Neurologen in Nanterre auf ihren Geisteszustand untersuchen, dieser bescheinigte ihr völlige Gesundheit. Im April 1908 traf sie in Bar-le-Duc den Kalkbrenner Emile Bouchery, mit dem sie am 8. Mai 1908 in Commercy in der Herberge Poirot in der Rue de la Paroisse ein Zimmer nahm. Bouchery hatte eine Anstellung in den Steinbrüchen von Euville gefunden und stellte Weber als seine Frau vor.
Der Kalkbrenner verließ am Abend nochmals die Herberge, um sich seinen neuen Arbeitsplatz anzusehen. Weber spielte derweil mit dem siebenjährigen Marcel, dem Sohn des Wirtsehepaares. Bei Einbruch der Dunkelheit erklärte Weber dem Ehepaar, sie sei sehr ängstlich. Sie fragte, ob Marcel in ihrem Zimmer schlafen könne, bis Bouchery wieder zurück sei. Das Ehepaar stimmte zu. Gegen 22 Uhr hörte ein anderer Gast Kinderschreie und alarmierte die Poirots. Die Wirtsleute drangen in das Zimmer Boucherys ein und fanden ihren Sohn blutüberströmt auf dem Bett liegen. Der ortsansässige Arzt wurde sofort informiert, Marcel war bei seinem Eintreffen aber bereits tot. Deutlich waren an dem Leichnam Quetschungen am Hals und im Nacken zu erkennen. Das Kind hatte seine Zunge zerbissen und so die Blutung ausgelöst.
Die herbeigerufenen Polizisten fanden im Gepäck Boucherys einen Brief Henri Roberts an Jeanne Weber. Bouchery gab sofort zu, Weber zu sein, beteuerte aber ihre Unschuld. Der Leichnam Marcel Poirots wurde unter Bewachung ins Krankenhaus transportiert und dort sofort fotografiert, um ein ähnliches Desaster wie bei der Ermittlung zum Tode Auguste Bavouzets zu verhindern. Der Untersuchungsrichter Rollin soll geäußert haben, dass ihm „kein Thoinot mit weisen Argumenten die Tatsachen zertrümmern“ werde. Rollin forderte telegrafisch die Lehrstuhlinhaber für Rechtsmedizin und für Pathologie an der Universität Nancy, Professor Parisot und Professor Michel an. Parisot begann am nächsten Morgen mit der Obduktion. Jeder Schnitt wurde fotografisch festgehalten. Die Todesursache legten Parisot und Michel auf Tod durch Erdrosseln fest.

### Nach Poirots Tod
Jeanne Weber wurde – dank der Intervention von Thoinot, der endgültig um seinen Ruf fürchten musste – nicht noch einmal vor Gericht gestellt, sie wurde am 25. Oktober 1908 durch den Pariser Psychiater Lataue für unzurechnungsfähig erklärt und in die psychiatrische Anstalt in Maréville gebracht, wo sie ihrem Leben 1910 selbst ein Ende setzte.
Thoinot und Robert blieben hartnäckig bei der Behauptung, Weber hätte nur das letzte Kind, Marcel Poirot, getötet. Sie wäre in einen „selbsthypnotischen Rausch“ verfallen, ausgelöst durch das große Aufsehen um die Todesfälle in Paris und Chambon. In diesem Rausch habe sie dann verübt, was man ihr so lange zu Unrecht vorgeworfen hatte.
In der Öffentlichkeit wurde die Arbeit der Gerichtsmediziner stark kritisiert, französische Zeitungen verlangten in ihren Artikeln, dass bei zukünftigen Gerichtsverfahren weniger Gewicht auf die Meinungen von Experten gelegt wird, und dafür Fakten größere Beachtung finden.

## Bedeutung des Falles für die Gerichtsmedizin
Der Fall Jeanne Weber zeigte der Gerichtsmedizin Anfang des 20. Jahrhunderts deutlich ihre Grenzen auf und führte fast zum Sturz des führenden Gerichtsmediziners in Frankreich. 1906, nach dem ersten Prozess, erschien in der Januar-Ausgabe des von Paul Brouardel geleiteten Fachjournals Annales d'hygiene publique et de médicine légale ein ausführlicher Artikel von Brouardel und Thoinot über den Fall Jeanne Weber. Dieser Artikel enthielt im Wortlaut alle Untersuchungsprotokolle und Gutachten und unterstrich nochmals die Haltung Thoinots, dass keines der Kinder ermordet worden sein könne. Den Gerichtsmedizinern war noch nicht bewusst, dass gerade das Erwürgen und Erdrosseln bei Kindern mit ihren noch elastischen Halsorganen wenig Spuren hinterlässt und diese Spuren außerdem sehr rasch wieder verschwinden.
Die Obduktion des Kindes Auguste Bavouzet dreieinhalb Monate nach dessen Tod war nach damaligem Stand der Gerichtsmedizin sinnlos. Thoinot fand nichts, da er mit den damaligen Untersuchungsmethoden nichts finden konnte. 1906 war den Gerichtsmedizinern die Blutuntersuchung bei Erstickungsopfern noch unbekannt, die sich daraus ergebenden chemischen Veränderungen im Blut noch nicht erforscht. Auch die Schäden, die der Tod durch Sauerstoffmangel an Leber, Gehirn und Herz hinterlässt, waren weder Thoinot noch Brouardel ein Begriff. Erst die Weiterentwicklung der Histologie brachte der Gerichtsmedizin neue Möglichkeiten, Strangulationen auch längere Zeit nach dem Tod zu erkennen.
Der Fall Jeanne Weber zeigte außerdem, dass man sich nicht alleine auf die damals als unfehlbar gefeierte Gerichtsmedizin verlassen durfte. Auch die Begleitumstände der Taten mussten sorgfältig geprüft werden. Die Frage, warum alle Kinder urplötzlich im Beisein von Jeanne Weber starben, ohne vorher krank gewesen zu sein, spielte sowohl bei den Ermittlungen, als auch im Prozess kaum eine Rolle. Hauptaugenmerk war die Gerichtsmedizin, die vom heutigen Stand der Forschung aus mit dem Fall überfordert war. Der Fall Weber ging als Mahnung zur äußersten Vorsicht in die Geschichte der Kriminalistik ein.